# 李诗琐高
李诗琐高（?—?），又作李诗锁高、李诗、琐高，唐代奚族部落联盟的首领。
李鲁苏之后，李诗琐高成为奚族首领。唐玄宗开元十八年（730年）之后，奚族人随契丹人可突于归附后突厥。开元二十年（732年），唐朝派遣信安王李祎讨伐奚族，他带领部落五千帐归顺唐朝。唐朝封他为归义王。兼特进、左羽林军大将军同正。唐玄宗把他的部落迁移到幽州边界安置，设立归义州（在幽州良乡县故广阳城，今北京市房山区长阳镇），李诗琐高任归义州都督。其子李延宠。